# Grasagarður Reykjavíkur
Grasagarður Reykjavíkur (łac. Hortus Botanicus Reykjavicensis, ang. Reykjavik Botanic Garden) – ogród botaniczny w Reykjavíku na Islandii założony w 1961 roku. Znajduje się w północnej części miasta w dzielnicy Laugardalur, w kompleksie parkowo-rekreacyjnym i  prowadzony jest przez miasto Reykjavík.
W kolekcji ogrodu znajduje się około 5 tysięcy gatunków roślin, reprezentujących głównie florę biomów typowych dla klimatu subpolarnego i umiarkowanego chłodnego półkuli północnej. W szklarni poza ekspozycjami roślin o większych wymaganiach klimatycznych znajduje się kawiarnia Café Flora. Ogród jest czynny przez cały rok i wstęp do niego jest bezpłatny.

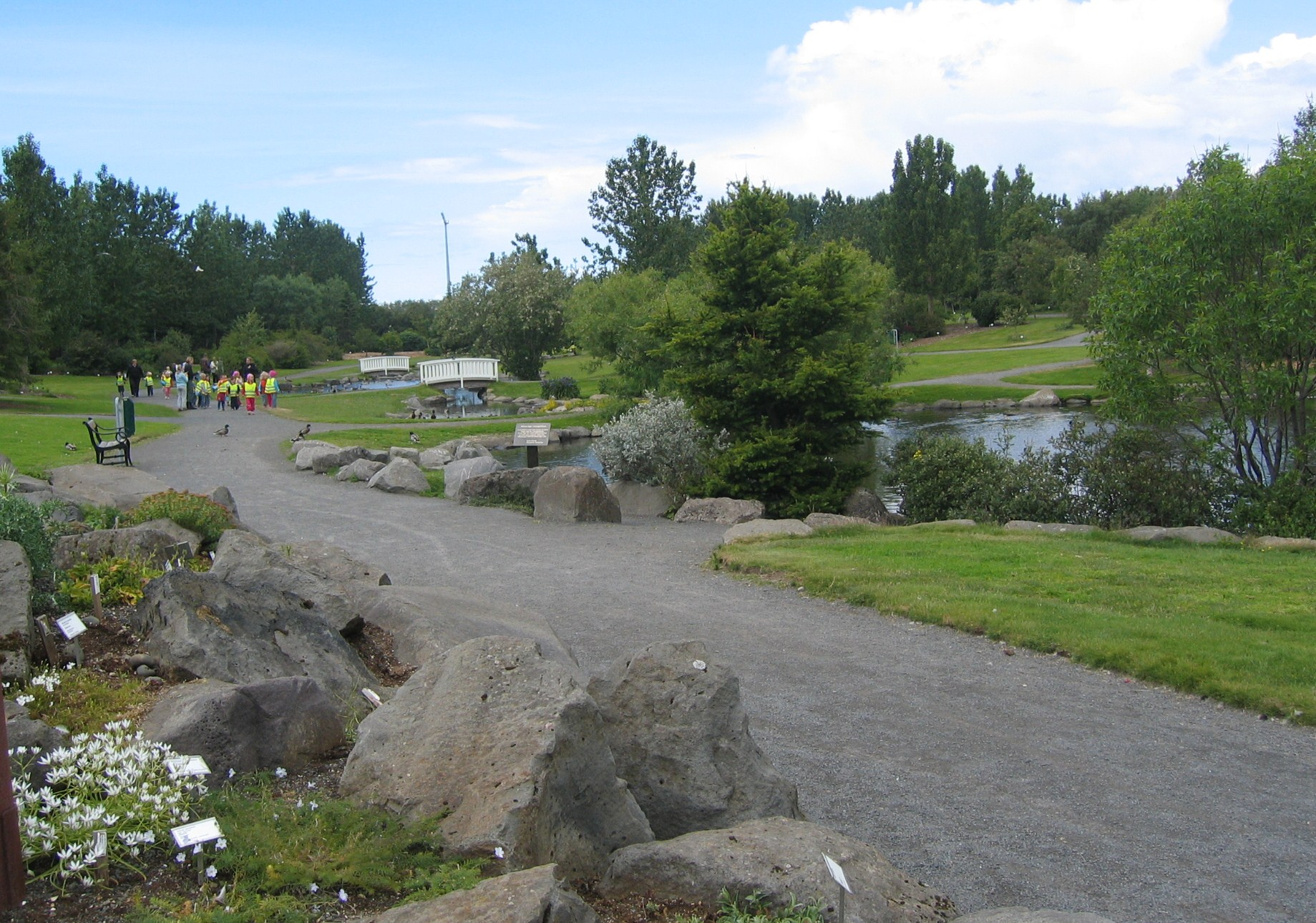
Alejka w ogrodzie
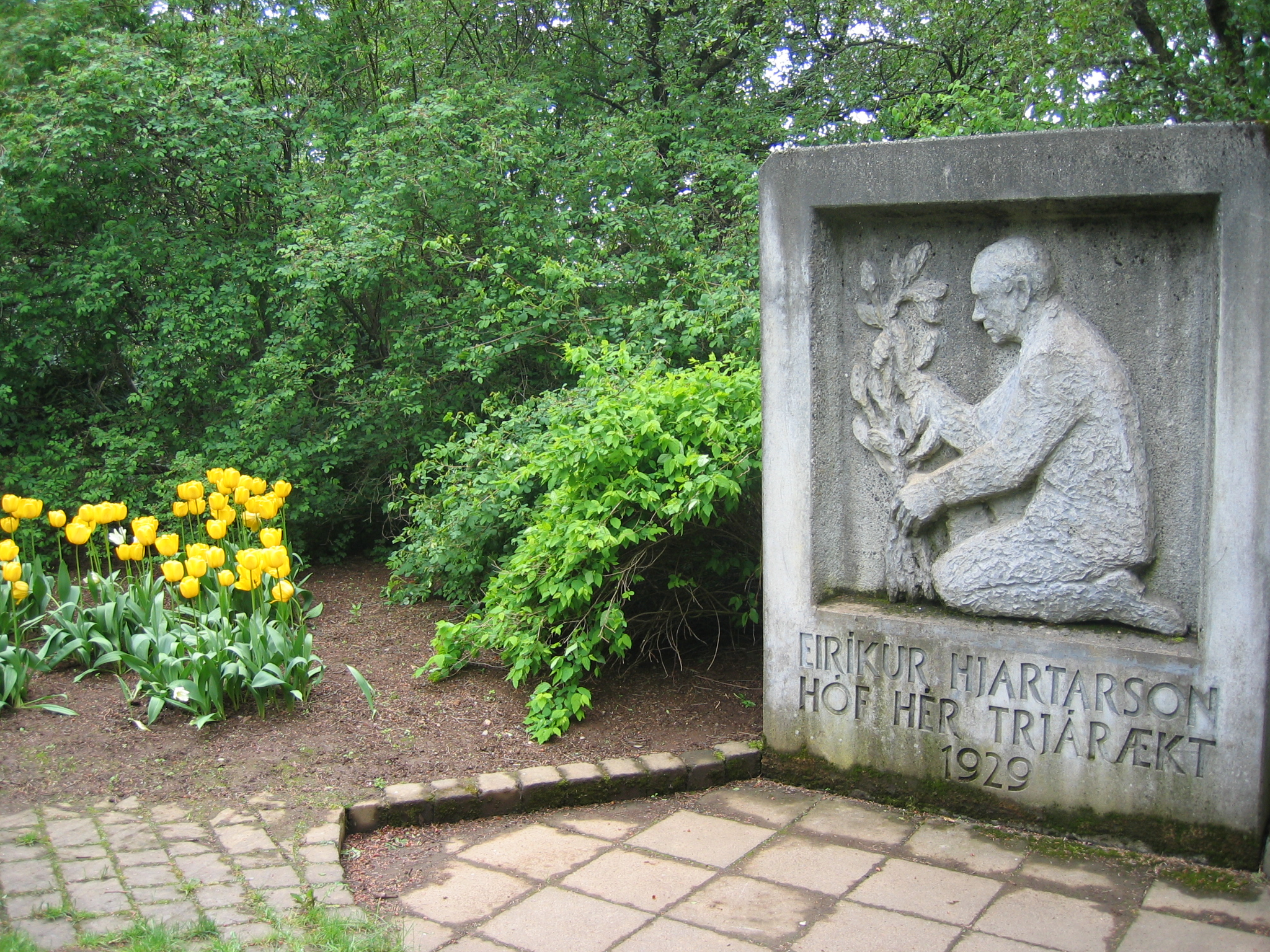
Pomnik Eirikura Hjartarsona
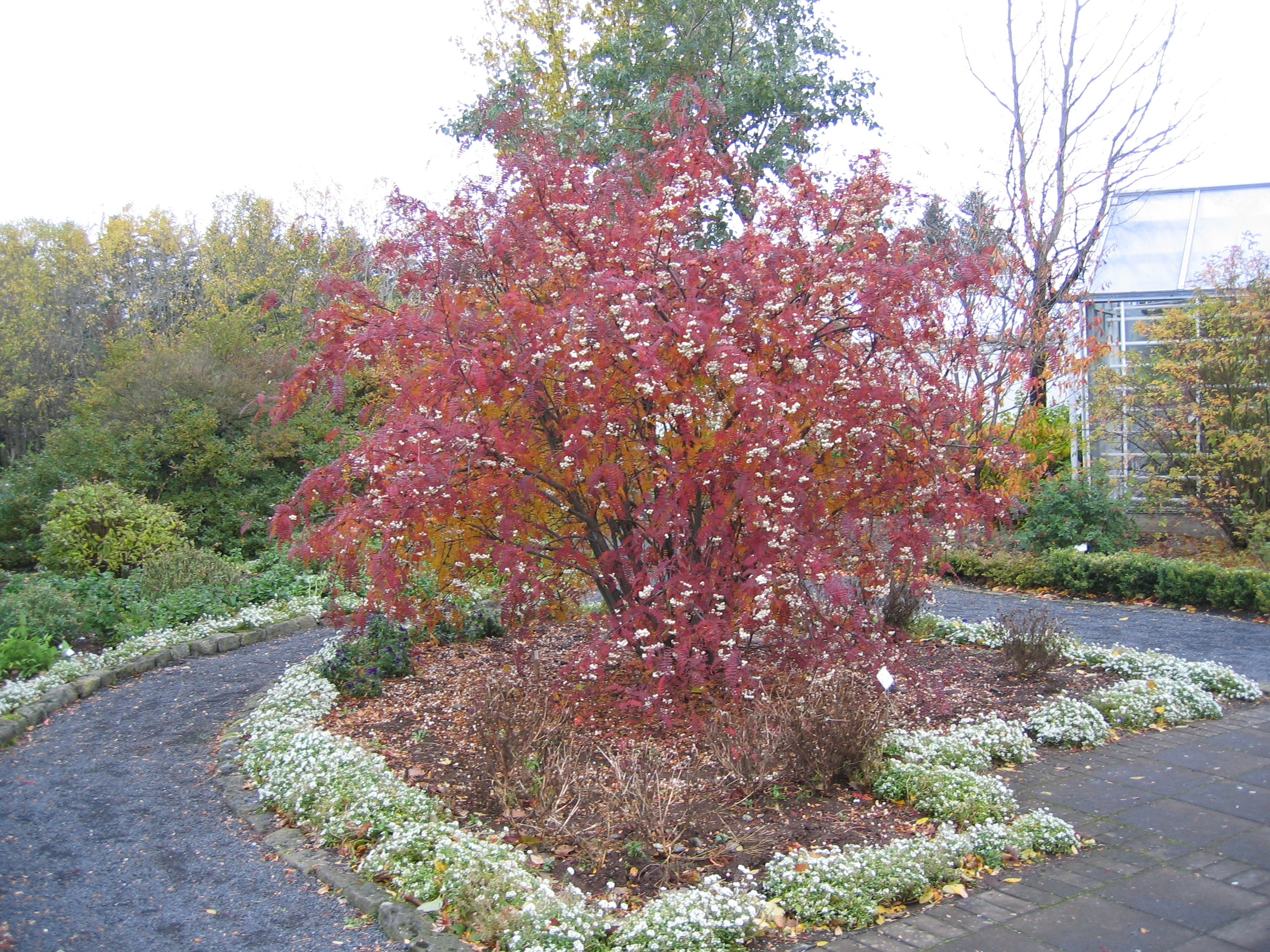
Sorbus fruticosa w ogrodzie